# Saint-Bérain-sur-Dheune
Saint-Bérain-sur-Dheune település Franciaországban, Saône-et-Loire megyében. Lakosainak száma 542 fő (2022. január 1.). Saint-Bérain-sur-Dheune Saint-Léger-sur-Dheune, Châtel-Moron, Morey, Perreuil, Saint-Jean-de-Trézy és Saint-Mard-de-Vaux községekkel határos.

## Népesség
A település népessége az elmúlt években az alábbi módon változott:
| Lakosok száma | 564  | 558  | 566  | 553  | 556  | 555  | 553  | 549  | 542  |
|               | 2013 | 2015 | 2016 | 2017 | 2018 | 2019 | 2020 | 2021 | 2022 |